# Junkers Ju 352
Le Junkers Ju 352 Herkules est un avion de transport trimoteur. C'est un dérivé du Junkers Ju 252, l'enjeu pour sa conception ayant été de remplacer le plus possible l'emploi de métaux stratégiques par du bois.
44 appareils ont pu être construits avant l'interdiction de construire des avions à plusieurs moteurs vers la fin de l'année 1944.

## Notes et références

Moteur Bramo 323 exposé au Musée de l'aviation polonaise de Cracovie